# Live at Grimey's
Live at Grimey's è il terzo album dal vivo del gruppo musicale statunitense Metallica, pubblicato il 26 novembre 2010 dalla Warner Bros. Records.
Nella prima settimana di vendite, l'album ha venduto oltre 3 000 copie negli Stati Uniti d'America.

## Descrizione
Contiene nove tracce registrate il 12 giugno 2008 al concerto tenutosi al Grimey's Record Store a Nashville, in Tennessee.
For Whom the Bell Tolls contiene anche una jam session di Frayed Ends of Sanity, brano presente in ...And Justice for All.

## Tracce
1. No Remorse – 4:54 (James Hetfield, Lars Ulrich)
2. Fuel – 4:28 (James Hetfield, Lars Ulrich, Kirk Hammett)
3. Harvester of Sorrow – 6:18 (James Hetfield, Lars Ulrich)
4. Welcome Home (Sanitarium) – 7:29 (James Hetfield, Lars Ulrich, Kirk Hammett)
5. For Whom the Bell Tolls (incl. The Frayed Ends of Sanity "Jam") – 9:52 (James Hetfield, Lars Ulrich, Cliff Burton, Kirk Hammett)
6. Master of Puppets – 8:45 (James Hetfield, Lars Ulrich, Cliff Burton, Kirk Hammett)
7. Sad but True – 5:51 (James Hetfield, Lars Ulrich)
8. Motorbreath – 3:13 (James Hetfield)
9. Seek & Destroy – 7:51 (James Hetfield, Lars Ulrich)

## Formazione
Gruppo
- James Hetfield – voce, chitarra ritmica
- Kirk Hammett – chitarra solista, cori
- Robert Trujillo – basso, cori
- Lars Ulrich – batteria

Produzione
- Mike Gillies – registrazione, missaggio
- Kent Matcke – missaggio
- Vlado Meller – mastering
- Mark Santangelo – assistenza al mastering